# 2 de diciembre
El 2 de diciembre es el 336.º (tricentésimo trigésimo sexto) día del año en el calendario gregoriano y el 337.º en los años bisiestos. Quedan 29 días para finalizar el año.

## Acontecimientos
- 362: en Nicea, Izmit (Turquía) se registra un terremoto de magnitud 6,8 en la escala sismológica de Richter (intensidad de 10).
- 805: en Sistán (Irán) se registra un terremoto de magnitud 7,0 en la escala sismológica de Richter.
- 1023: en la mezquita de Córdoba (España) es elegido como nuevo califa Abderramán V (hermano del difunto Muhammad II al-Mahdi), quien toma el título de al-Mustazhir bi-llah (‘el que implora el socorro de Alá’).
- 1244: El papa Inocencio IV, arriba a Lyon para el primer concilio de Lyon.
- 1409: en Alemania se abre la Universidad de Leipzig.
- 1562: en La Vega Vieja (en la actual República Dominicana) se registra un fuerte terremoto que causa un derrumbe.
- 1611: en Sanriku, en la costa oriental de la isla de Hokkaido a las 14:00 (hora local) se registra un terremoto de magnitud 8,1 en la escala sismológica de Richter, y un tsunami, que dejan un saldo de 5000 muertos.
- 1617: en Madrid se inician las obras de la Plaza mayor.
- 1697: en Londres (Inglaterra) se consagra la Catedral de San Pablo.
- 1755: en Cornualles (Inglaterra), un incendio destruye el segundo Faro de Eddystone.
- 1763: en Newport (Rhode Island) se consagra la sinagoga Touro, la primera en lo que posteriormente serían los Estados Unidos
- 1804: en París, en presencia del papa católico Pío VII, Napoleón Bonaparte, que hasta este momento había sido «cónsul de la República Francesa», se autocorona «emperador de Francia».
- 1805: en Slavkov u Brna las tropas francesas de Napoleón derrotan a las aliadas de Austria y Rusia en la batalla de Austerlitz.
- 1811: en Chile, el general republicano José Miguel Carrera disuelve el Congreso y proclama la dictadura.
- 1823: en la ciudad de Washingon, en un mensaje acerca del estado de la Unión, el presidente James Monroe proclama la neutralidad estadounidense en futuros conflictos europeos, y advierte a los poderes europeos no interferir en el continente americano (doctrina Monroe: «Estados Unidos es de los estadounidenses», que el 29 de agosto de 1962 el presidente John F. Kennedy reinterpretará como el ‘continente americano es de los estadounidenses’).
- 1831: en España, el general Torrijos y sus seguidores desembarcan en Málaga con el objetivo de poner fin al absolutismo de Fernando VII y restaurar la Constitución española de 1812. En esta ciudad, son traicionados por el gobernador González Moreno y son detenidos.

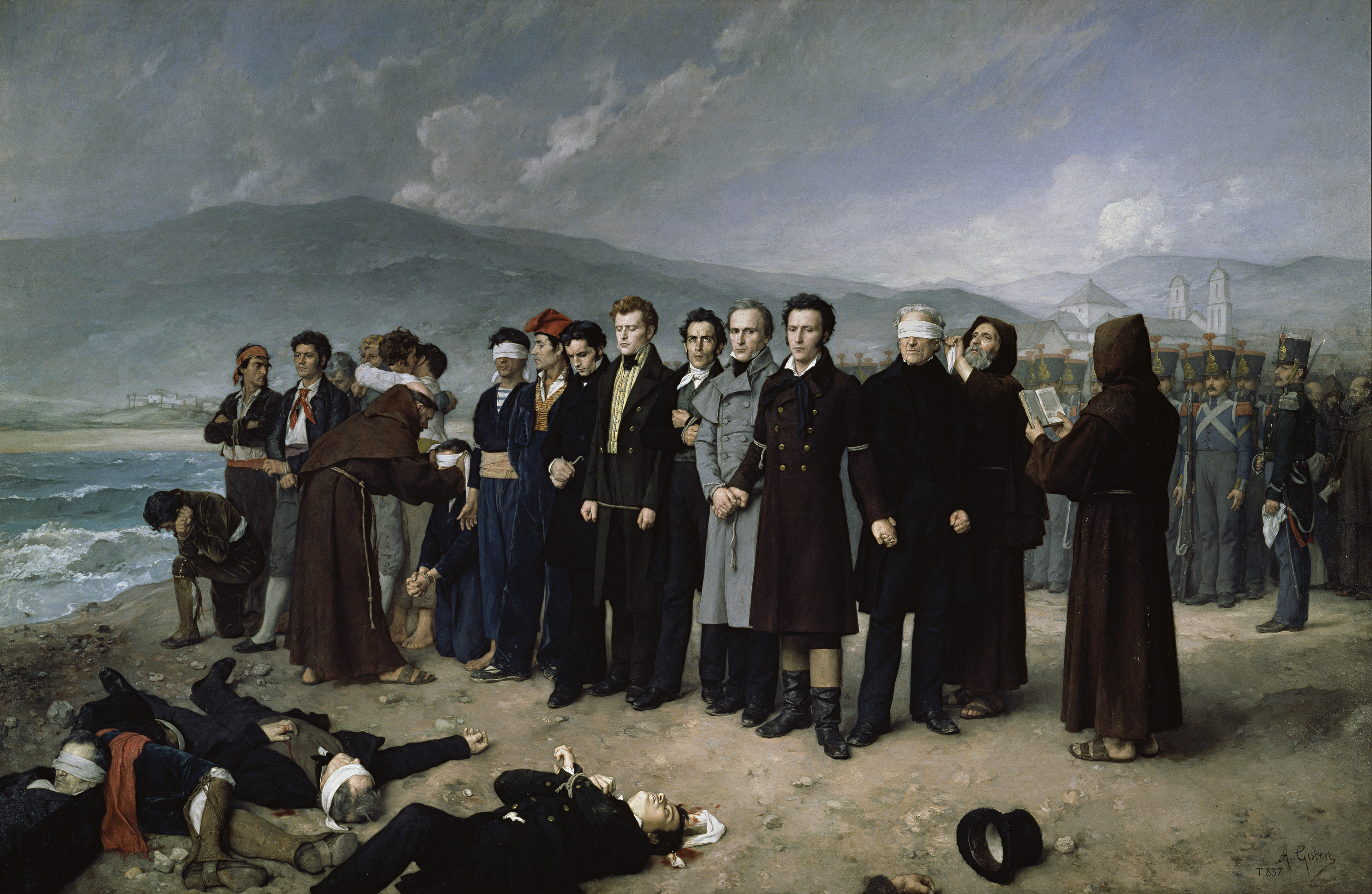
Fusilamiento de Torrijos en la playa de San Andrés (Málaga) por Antonio Gisbert Pérez, en 1888 (Museo del Prado).

- 1852: en Francia, gracias a un golpe de Estado se restaura la monarquía con el reinado de Luis Bonaparte o Napoleón III.
- 1859: la ciudad de Shamakhi ―antigua capital de Azerbaiyán en la cordillera caucásica― es borrada del mapa por un terremoto; deja un saldo de un número indeterminado de miles de muertos. La destrucción de la ciudad provoca que el centro gubernamental sea transferido otra vez a Bakú.
- 1859: en la ciudad de Harpers Ferry (estado de Virginia Occidental), el Gobierno estadounidense ejecuta mediante ahorcamiento al activista blanco antiesclavista John Brown.
- 1865: en Estados Unidos, el Alabama ratifica la Enmienda 13 de la Constitución, seguida por los estados de Carolina del Norte y Georgia: los esclavos negros estadounidenses (descendientes de los africanos que fueron secuestrados un par de siglos antes) serán legalmente libres. Sin embargo, a los negros se les otorgará el derecho al voto recién un siglo después (1967).
- 1867: en el Templo Tremont, de la ciudad de Boston, el escritor británico Charles Dickens da su primera conferencia en los Estados Unidos.
- 1873: cerca de la villa de Guáimaro (en la Capitanía de Cuba) ―en el marco de la Guerra de los Diez Años (1868-1878)―, las fuerzas patriotas de Máximo Gómez y Manuel Sanguily logran una victoria aplastante contra los españoles en la batalla de Palo Seco.
- 1875: en España, Antonio Cánovas del Castillo es nombrado presidente del Consejo de Ministros.
- 1897: España concede la autonomía a Puerto Rico (pero meses después será invadido por Estados Unidos, hasta la actualidad).
- 1899: en las islas Filipinas (independizadas del Reino de España gracias a la ayuda militar de Estados Unidos), invadidas por Estados Unidos ―en el marco de la guerra filipino-estadounidense― un batallón de 60 filipinos liderados por el general Gregorio del Pilar mueren contra 500 estadounidenses en la batalla del paso Tirad (que en la historia filipina se recuerda como «las Termópilas filipinas»). Fue una victoria táctica estadounidense, pero una victoria estratégica filipina, porque atrasó a los estadounidenses y permitió que escaparan el presidente Emilio Aguinaldo y su batallón.
- 1901: King Camp Gillette patenta la primera máquina de afeitar de hojas desechables.
- 1902: creación de la Organización Panamericana de la Salud, bajo el nombre de Oficina Sanitaria Internacional, por la Primera Convención Sanitaria Internacional celebrada en Washington D. C.
- 1906: firma del acta delimitatoria de fronteras entre España y Portugal.
- 1908: en China, el niño de dos años Puyi es nombrado emperador.
- 1913: en Roma, Italia, el papa San Pío X crea la provincia Eclesiástica de Nicaragua, que hasta entonces era una sola diócesis con sede en León, creando la Arquidiócesis de Managua, las diócesis de León y Granada y el Vicariato Apostólico de Bluefields.
- 1925: en España, el dictador Miguel Primo de Rivera reemplaza al Directorio Militar.
- 1927: en la Unión Soviética, León Trotski es expulsado del Partido Comunista de la Unión Soviética.
- 1928: en Jujuy, Argentina, se funda el Club Atlético Ledesma.
- 1930: en Estados Unidos ―en el marco de la Gran Depresión― el presidente Herbert Hoover propone un programa de obras públicas de 150 millones de dólares para generar trabajo y así estimular el mercado interno.
- 1931: en El Salvador, un «directorio cívico» derroca y sustituye al presidente constitucional Arturo Araujo. Se da inicio a una sucesión de gobiernos militares que se prolongará hasta 1979.
- 1932: en la República de Weimar el general Schleicher es nombrado canciller.
- 1939: en Nueva York comienza a operar el Aeropuerto La Guardia.
- 1942: en los Estados Unidos ―en el marco del proyecto Manhattan― un equipo liderado por Enrico Fermi inicia el primer reactor nuclear del mundo (Chicago Pile-1).
- 1943: en el puerto de Bari (Italia) ―en el marco de la Segunda Guerra Mundial (1939-1945)―, aviones alemanes nazis de la Luftwaffe bombardean y hunden varios barcos de carga y de transporte estadounidenses, incluido el SS John Harvey, que transportaba toneladas de bombas de gas de mostaza de la Primera Guerra Mundial (1914-1918).
- 1947: en la ciudad de Jerusalén (Palestina), comienzan manifestaciones violentas de palestinos en respuesta al Plan de Partición de Palestina de la ONU (Organización de las Naciones Unidas) ―que viola el principio de autodeterminación nacional de la Carta de las Naciones Unidas, que garantiza a cada pueblo el derecho a decidir su propio destino―. Ese plan obligará a los palestinos a exiliarse para siempre de sus hogares y ser reasignados a otras regiones del país.
- 1949: la Unesco declara el Día Internacional para la Abolición de la Esclavitud.
- 1950: en la península de Corea ―en el marco de la guerra de Corea (1950-1953)―, el ejército chino vence al ejército estadounidense en la batalla de Chongchón, y expele definitivamente a las fuerzas de la ONU de Corea del Norte.
- 1952: en Caracas (Venezuela), Marcos Pérez Jiménez, comandante del ejército, no reconoce los resultados electorales, perpetra un golpe de Estado y da inicio a una dictadura militar.
- 1954: el Senado de los Estados Unidos vota una «moción de censura» para detener las actividades del senador republicano Joseph McCarthy (1908-1957, principal artífice de la caza de brujas), «cuya conducta trajo al Senado el deshonor y la infamia».
- 1954: en la ciudad de Washington, representantes de Taiwán y de Estados Unidos firman el Tratado de Defensa Mutua «Chino»-Estadounidense.
- 1955: En La Habana, José Antonio Echevarría y Fructuoso Rodríguez son golpeados brutalmente por la policía batistana cuando esta disuelve una manifestación de la FEU que intentaba entregarle un mensaje a Cosme de la Torriente, coronel del Ejército Libertador.
- 1956: llega a las costas de Cuba el yate Granma, con 82 revolucionarios cubanos a bordo, liderados por Fidel Castro, para emprender la lucha armada contra el gobierno de Fulgencio Batista desde las montañas de Oriente.
- 1960: Cuba y Vietnam establecen relaciones diplomáticas.
- 1960: en La Habana (Cuba), Fidel Castro inaugura la Escuela de Superación del PCC Ñico López.
- 1961: en La Habana (Cuba), el líder Fidel Castro declara en un discurso público que él es marxista-leninista y que su país adoptará el comunismo.
- 1961: en el poblado cubano de La Pedrera (provincia de Sancti Spíritus), la banda de los terroristas cubanos Osiris Borges Rojas y Pedro González ―en el marco de los ataques terroristas organizados por la CIA estadounidense― asesinan al miliciano Héctor Ruiz Pérez (maestro voluntario de la Campaña Nacional de Alfabetización).[1][2]
- 1962: en los Estados Unidos, el líder de la mayoría en el Senado, Mike Mansfield ―a su regreso de Vietnam, adonde había viajado a pedido del presidente John F. Kennedy―, se convierte en el primer oficial estadounidense que comenta de manera adversa contra la intervención estadounidense en los asuntos internos de ese país.
- 1963: en España, el Gobierno crea el Tribunal de Orden Público, instancia judicial especial para la represión de delitos políticos.
- 1964: en La Habana se funda el Centro de Estudios Universitarios de Ingenierías y Arquitectura (CUJAE).
- 1965: en el estadio Pedro Marrero (La Habana) se gradúan con la presencia de Fidel Castro 764 maestros del Pedagógico Makarenko.
- 1966: en Cuba, el internacionalista cubano Jesús Suárez Gayol al partir hacia Bolivia con el Che, escribe una histórica carta a su hijo Jesús Félix Suárez.[3]
- 1968: en Nueva York (Estados Unidos), la ONU ―apenas un año después del fin del flagelo del apartheid racista en Estados Unidos― finalmente condena la política de apartheid contra los negros del gobierno blanco sudafricano.
- 1970: en Estados Unidos comienza a operar la EPA (Environmental Protection Agency: Agencia de Protección del Medioambiente), para controlar las actividades contaminantes industriales de todos los demás países del mundo.
- 1971: en Marte aterriza la sonda soviética Mars 3, el primer vehículo humano que alcanza ese planeta.
- 1971: seis emiratos del golfo Pérsico constituyen la Federación de Emiratos Árabes.
- 1972: La sonda Pioneer 10 sobrevuela el asteroide (307) Nike, aunque no recopila ningun tipo de información sobre este este asteroide.
- 1972: en Panamá, el Gobierno de Demetrio B. Lakas (1925-1999) reconoce el derecho de los indígenas a sus tierras.
- 1975: en el marco de la guerra civil laosiana, el grupo comunista Pathet Lao toma Vientián, la ciudad capital de Laos, fuerza la abdicación del rey Sisavang Vatthana, y proclama la República Democrática Popular de Laos.
- 1976: en La Habana (Cuba), Fidel Castro se convierte en presidente de Cuba, en reemplazo de Osvaldo Dorticós. También en La Habana se instaura la Asamblea Nacional del Poder Popular, presidida por Blas Roca.
- 1979: en Argentina, es utilizado por última vez el estadio "Gasómetro" del Club Atlético San Lorenzo de Almagro para alojar un partido de fútbol.
- 1980: en El Salvador, ocho mujeres ―entre ellas las monjas estadounidenses Ita Ford, Maura Clarke, Jean Donovan y Dorothy Kazel― son violadas y asesinadas por los «escuadrones de la muerte» de la dictadura de derechas autodenominada Junta «Revolucionaria» de Gobierno.
- 1982: en Madrid, Pedro Laín Entralgo es elegido director de la Real Academia Española.
- 1982: en España, Felipe González es elegido como presidente del Gobierno.
- 1982: en la Universidad de Utah (Estados Unidos), Barney Clark se convierte en la primera persona que recibe un corazón artificial permanente.
- 1983: en Estados Unidos, el cantante Michael Jackson estrena el videoclip de la canción «Thriller» perteneciente al álbum homónimo. El videoclip logra tal impacto a nivel mundial que el año 2009 el Congreso de Estados Unidos lo declaró patrimonio histórico de ese país.
- 1984: a las 19:40 hora mundial ―que en la India son las 0:40 de la medianoche ya del 3 de diciembre― en la ciudad de Bhopal (India) se produce una fuga de pesticida en una fábrica de la empresa estadounidense Union Carbide. Producirá entre 10 000 y 25 000 muertes, y al menos 558 000 enfermos.
- 1987: España y el Reino Unido llegan a un acuerdo en Londres sobre el uso conjunto del aeropuerto de Gibraltar.
- 1987: en un túnel a 271 metros bajo tierra, en el área U12p.02 del sitio de pruebas atómicas de Nevada (a unos 105 km al noroeste de la ciudad de Las Vegas), a las 8:00:00.084 (hora local) Estados Unidos detona su bomba atómica Mission Cyber, de 2 kilotones. Es la bomba n.º 1069 de las 1132 que Estados Unidos detonó entre 1945 y 1992.
- 1988: en Pakistán, la política Benazir Bhutto (1953-2007) asume como primera ministra, y se convierte en la primera mujer que dirige el Gobierno de un Estado dominado por la machista religión islámica.
- 1990: En los Juegos Centroamericanos y del Caribe celebrados en México, la cubana Aliuska López establece un récord en los 100 metros con vallas, con registro de 12,94.
- 1990: en la Alemania reunificada se realizan las primeras elecciones.
- 1991: en Moscú, por decreto oficial, se restaura la Academia de Ciencias de Rusia.
- 1992: en Japón sale a la venta el videojuego Final Fantasy V.
- 1993: en Colombia, el bloque de búsqueda de la policía localiza y da muerte a Pablo Escobar, máximo líder del Cartel de Medellín.
- 1993: en Estados Unidos, la NASA lanza el transbordador Endeavour para reparar el telescopio espacial Hubble.
- 1993: En la Sala Universal de las FAR, en La Habana, el comandante en jefe Fidel Castro dirige el recibimiento oficial a la delegación cubana que participó en los XVII Juegos Centroamericanos y del Caribe.
- 1996: en Doha, el Consejo Olímpico de Asia da a conocer la nueva bandera oficial de la organización.[4]
- 1999: la Unesco le otorga a San Cristóbal de La Laguna (Canarias) el título de Patrimonio Cultural de la Humanidad.
- 1999: el Gobierno del Reino Unido devuelve el poder político a la invadida Irlanda del Norte.
- 2000: en la sala Metro de Chicago, el grupo estadounidense The Smashing Pumpkins da su último concierto.
- 2001: en los Estados Unidos, la empresa Enron se declara en bancarrota.
- 2002: en Venezuela, la empresa petrolera PDVSA inicia un paro patronal, que incluirá un paralización de actividades de la industria petrolera, intentando forzar la salida del presidente Hugo Chávez.
- 2005: en Europa se lanza la consola Xbox 360.
- 2006: en México, el conservador Felipe Calderón asume como presidente.
- 2006: en Colombia se inaugura el parque nacional del Chicamocha (PanaChi).
- 2006: en el Palau Sant Jordi de Barcelona, la banda argentina de pop comercial Erreway empieza su primera gira por España.
- 2006: en Japón se lanza la consola Wii de Nintendo.
- 2007: en Venezuela, el presidente Hugo Chávez organiza unas elecciones consultivas sobre un referéndum constitucional.
- 2007: en Argentina, el Club Atlético Lanús se consagra por primera vez campeón nacional de fútbol.
- 2009: en los Emiratos Árabes Unidos se inaugura el rascacielos Torre Jalifa (Burj Dubái), el de mayor altura jamás construido (828 m), tras seis años de obras.
- 2009: Liga de Quito se consagra campeón por primera vez de la Copa Sudamericana venciendo en el resultado global 5-4 ante el Fluminense siendo el primer equipo ecuatoriano en ganarla.
- 2010: la FIFA otorga la XXI edición de la Copa Mundial de Fútbol a Rusia la cual se llevó a cabo del 8 de junio al 8 de julio de 2018. Así mismo, otorgó la XXII edición de la Copa Mundial de Fútbol a Catar la cual se llevara  a cabo del 14 de junio al 15 de julio de 2022. Será la primera vez que el mundial se celebre en Europa Oriental y en el Medio Oriente, será en noviembre de 2022 por calor de verano catarí.
- 2010: asume Cuba por vez primera la Secretaría General de la Red Operativa de Cooperación Regional de Autoridades Marítimas de las Américas (ROCRAM) para el bienio 2011-2012.
- 2014: en España, el Gobierno comunica que ha terminado la epidemia de ébola tras 56 días después de la aparición del virus.
- 2015: en el distrito San Bernardino de Los Ángeles (California) a 106 km del centro de la ciudad, una pareja casada de pakistaníes islamistas asesinan a tiros a 14 personas y hieren a 22.
- 2015: en Chile, el Club Universidad de Chile derrota por última a vez a su archirrival Club Social y Deportivo Colo Colo, en el Estadio La Portada de La Serena, por la Final de la Copa Chile 2015, 5-3 en penaltis tras empatar 1-1 en los 90 minutos.
- 2016: en la ciudad de Oakland (California) mueren 36 personas en un incendio en un galpón que había sido convertido en una comunidad colectiva de artistas.
- 2022: en el parque Carlos Manuel de Céspedes de Manzanillo (provincia de Granma) reciben medalla conmemorativa Aniversario 50 del Movimiento de la Nueva Trova Pedro Enrique Vera Portales (periodista), Wilfredo Pachy Naranjo (Premio Nacional de la Música), Cándido Fabré, la emisora Radio Granma, el canal comunitario Golfovisión y el edificio sede del Gobierno local. También se declara a la Trova Cubana como patrimonio cultural inmaterial de la Nación.

## Nacimientos
- 1578: Agostino Agazzari, compositor y teórico italiano (f. 1640).
- 1694: William Shirley, político británico (f. 1771).
- 1738: Richard Montgomery, general irlandoestadounidense (f. 1775).
- 1753: Francisco Javier Balmis, médico español (f. 1819).
- 1754: Francisco Xavier Venegas, militar español (f. 1838).
- 1817: José Mármol, escritor argentino (f. 1871).
- 1825: Pedro II, emperador brasileño (f. 1891).
- 1843: Gervasio Méndez, escritor y militar argentino (f. 1897).
- 1846: René Waldeck-Rousseau, político francés, 68.º primer ministro (f. 1904).
- 1850: Nikolái Kuznetsov, pintor ruso (f. 1929).
- 1859: Georges Pierre Seurat, pintor francés (f. 1891).
- 1865: Louis Zutter, gimnasta suizo (f. 1946).
- 1879: Aurelio Arteta, pintor español (f. 1940).
- 1885: George Richards Minot, médico estadounidense, premio Nobel de Medicina en 1934 (f. 1950).
- 1886: Lester Barlow, inventor de explosivos y piloto estadounidense, que participó en la Revolución mexicana (f. 1967).
- 1889: Anita Malfatti, pintora modernista brasileña (f. 1964).
- 1889: Kingo Nonaka, médico japonés-mexicano (f. 1977).
- 1891: Otto Dix, pintor alemán (f. 1969).
- 1891: Carlos Mérida, pintor guatemalteco (f. 1984).
- 1892: John G. Blystone, cineasta estadounidense.
- 1893: Leo Ornstein, compositor y pianista ruso (f. 2002).
- 1894: Warren William, actor estadounidense (f. 1948).
- 1895: Harriet Cohen, pianista británica (f. 1967).
- 1895: Georges Dandelot, compositor francés (f. 1975).
- 1897: Iván Bagramián, comandante soviético (f. 1982).
- 1899: John Barbirolli, director de orquesta y violonchelista británico (f. 1970).
- 1901: Raimundo Orsi, futbolista argentino nacionalizado italiano (f. 1986).
- 1902: Milagros Leal, actriz española (f. 1975).
- 1904: Pedro Laza, compositor colombiano (f. 1980).
- 1905: Osvaldo Pugliese, pianista y compositor argentino (f. 1995).
- 1906: Peter Carl Goldmark, ingeniero húngaro-estadounidense (f. 1967).
- 1912: Conrado Menéndez Díaz, escritor y abogado mexicano (f. 1987).
- 1913: Marc Platt, bailarín y actor estadounidense (f. 2014).
- 1914: Ray Walston, actor estadounidense (f. 2001).
- 1917: Tío Gamboín (Ramiro Gamboa), locutor, actor y presentador de televisión mexicano (f. 1992).
- 1917: Claude Strebelle, arquitecto belga (f. 2010).
- 1918: Ricardo Krebs, historiador chileno (f. 2011).
- 1919: Ruy Barbosa Popolizio, agrónomo chileno (f. 2014).
- 1919: Álvaro Carrillo, cantante y compositor mexicano de boleros (f. 1969).
- 1921: Carlo Furno, cardenal italiano (f. 2015).
- 1921: Lola Gaos, actriz española (f. 1993).
- 1921: Cecilio Madanes, director teatral, escenógrafo y productor argentino (f. 2000).
- 1922: Iakovos Kambanelis, poeta, escritor y guionista griego (f. 2011).
- 1923: Maria Callas, cantante de ópera griego-estadounidense (f. 1977).
- 1924: William Craig, político norirlandés (f. 2011).
- 1924: Cyril Ornadel, compositor británico (f. 2011).
- 1924: Vilgot Sjöman, guionista y director sueco (f. 2006).
- 1925: Alexander Haig, militar y diplomático estadounidense (f. 2010).
- 1925: Julie Harris, actriz estadounidense (f. 2013).
- 1927: Juan Álemann, empresario argentino, ministro de Economía de la dictadura de Videla (f. 2024).
- 1927: Ralph Beard, baloncestista estadounidense (f. 2007).
- 1928: Jörg Demus, pianista austriaco (f. 2019).
- 1928: Italo Pizzolante, poeta y músico venezolano (f. 2011).
- 1930: Gary Becker, economista estadounidense (f. 2014).
- 1931: Masaaki Hatsumi, artista marcial japonés, fundador del bujinkan.
- 1931: Wynton Kelly, pianista estadounidense de jazz (f. 1971).
- 1931: Nadja Regin, actriz serbia (f. 2019).
- 1933: Michael Larrabee, atleta estadounidense (f. 2003).
- 1934: Tarcisio Bertone, cardenal y diplomático italiano, secretario de Estado de la Santa Sede entre 2006 y 2013.
- 1934: Álvaro Tarcicio, actor de teatro y doblaje mexicano (f. 1999).
- 1935: Lucrecia Capello, actriz argentina (f. 2016).
- 1937: Chris Bristow, piloto de automovilismo británico (f. 1960).
- 1938: Luis Artime, futbolista argentino.
- 1939: Yael Dayan, política y escritora israelí (f. 2024).
- 1939: Harry Reid, político estadounidense (f. 2021).
- 1940: Raimon, cantautor español en lengua valenciana.
- 1940: Oscar Araiz, bailarín y coreógrafo argentino.
- 1941: Yamid Amat, periodista colombiano.
- 1941: Tom McGuinness, guitarrista británico de rock, de la banda Manfred Mann.
- 1942: Marisa Medina, actriz española (f. 2012).
- 1943: Carlos Castro, músico y docente argentino (f. 2010).
- 1943: Elisa Ramírez, actriz española.
- 1944: Ibrahim Rugova, primer presidente de Kosovo (f. 2006).
- 1946: Pedro Borbón, beisbolista dominicano (f. 2012).
- 1946: Gianni Versace, diseñador de moda italiano (f. 1997).
- 1948: Jorge Wagensberg, profesor, investigador y escritor español (f. 2018).
- 1948: Antonín Panenka, futbolista checoeslovaco.
- 1949: Adolfo Aguilar Zínser, político mexicano (f. 2005).
- 1950: Olvido García Valdés, poetisa española.
- 1950: Paul Watson, activista canadiense, fundador de la Sea Shepherd Conservation Society.
- 1951: Isabel Tenaille, periodista de televisión española.
- 1952: Álex Lora (Alejandro Lora), cantante mexicano del grupo El Tri.
- 1954: Juan Acuña Kunz, médico y político chileno expatriado en Argentina; adherente a la Unión Cívica Radical.
- 1954: Dan Butler, actor y guionista estadounidense.
- 1955: Pablo Codevila, actor, productor de televisión y conductor argentino.
- 1955: Gustavo Pena, músico uruguayo (f. 2004).
- 1956: Steven Bauer, actor estadounidense.
- 1957: Dagfinn Høybråten, político noruego.
- 1958: George Saunders, escritor estadounidense.
- 1959: Boman Irani, actor indio.
- 1960: Razzle (Nicholas Dingley) baterista británico, de la banda Hanoi Rocks (f. 1984).
- 1960: Rick Savage, bajista, cantante y compositor británico, de la banda Def Leppard.
- 1963: Brendan Coyle, actor británico.
- 1963: Dan Gauthier, actor estadounidense.
- 1963: Vitaly Mansky, director de cine y documentalista ruso.
- 1963: Ann Patchett, escritora estadounidense.
- 1966: Joan Puigcercós, político español.
- 1966: Jinsei Shinzaki, luchador profesional japonés.
- 1968: David Batty, futbolista británico.
- 1968: Lucy Liu, actriz estadounidense de origen chino.
- 1968: Nate Mendel, bajista estadounidense, de la banda Foo Fighters.
- 1968: Rena Sofer, actriz estadounidense («Lois Cerullo» en General Hospital).
- 1968: Chris Wedge, animador estadounidense.
- 1970: Treach, rapero y actor estadounidense, de la banda Naughty by Nature.
- 1970: Joe Lo Truglio, actor estadounidense.
- 1970: Viviana Rodríguez, actriz chilena
- 1970: Gustavo Melella, político argentino, Gobernador de Tierra del Fuego, Antártida e Islas del Atlántico Sur desde 2019.
- 1971: Wilson Jermaine Heredia, actor estadounidense.
- 1971: Francesco Toldo, futbolista italiano.
- 1973: Graham Kavanagh, futbolista irlandés.
- 1973: Monica Seles, tenista yugoslava expatriada en Estados Unidos.
- 1973: Jan Ullrich, ciclista alemán.
- 1973: Alessandra Santos de Oliveira, baloncestista brasileña.
- 1975: Samo (Samuel Parra), cantante mexicano del grupo Camila.
- 1976: Eddy Garabito, beisbolista dominicano.
- 1977: Siyabonga Nomvethe, futbolista sudafricano.
- 1977: Denise Dumas, actriz, modelo y conductora argentina.
- 1978: Jarron Collins, baloncestista estadounidense.
- 1978: Nelly Furtado, cantante y compositora canadiense.
- 1978: Peter Moylan, beisbolista australiano.
- 1978: Fonsi Nieto, piloto de motociclismo español.
- 1978: David Rivas, futbolista español.
- 1978: Christopher Wolstenholme, bajista británico, de la banda Muse.
- 1979: Sabina Babayeva, cantante azerbaiyaní.
- 1979: Yvonne Catterfeld, actriz y cantante alemana.
- 1979: Michael McIndoe, futbolista británico.
- 1979: Vanessa Jerí, actriz y modelo peruana.
- 1980: Diego Martínez, futbolista paraguayo.
- 1981: Danijel Pranjić, futbolista croata.
- 1981: Britney Spears, cantante, bailarina y actriz estadounidense.
- 1981: Vladímir Yefimkin, ciclista ruso.
- 1981: Aleksandr Yefimkin, ciclista ruso.
- 1983: Chris Burke, futbolista británico.
- 1983: Jana Kramer, actriz y cantante estadounidense.
- 1983: Aaron Rodgers, jugador estadounidense de fútbol americano.
- 1983: Daniela Ruah, actriz estadounidense.
- 1983: Ana Lucía Domínguez, actriz y modelo colombiana.
- 1985: Amaury Leveaux, nadador francés.
- 1985: Ernesto Mejía, beisbolista venezolano.
- 1985: Dorell Wright, baloncestista estadounidense.
- 1986: Claudiu Keserü, futbolista rumano.
- 1986: Adam le Fondre, futbolista británico.
- 1986: Ronald Vargas, futbolista venezolano.
- 1986: Tal Wilkenfeld, bajista y compositor australiano.
- 1986: Jackeline Fernández Macías, política española.
- 1986: Nicolò Cherubin, futbolista italiano.
- 1988: Alfred Enoch, actor británico.
- 1989: Cassie Steele, cantante, compositora y actriz canadiense.
- 1989: Matteo Darmian, futbolista italiano.
- 1990: Emmanuel Agyemang-Badu, futbolista ghanés.
- 1990: Gastón Ramírez, futbolista uruguayo.
- 1991: Charlie Puth, cantante estadounidense.
- 1993: Kostas Stafylidis, futbolista griego.
- 1998: Amber Montana, actriz estadounidense.
- 1998: Juice Wrld, rapero y compositor estadounidense (f. 2019).

## Fallecimientos
- 1022, Elvira Menéndez, reina consorte de León (n. 996)
- 1348: Hanazono, emperador japonés (n. 1297).
- 1381: Jan van Ruusbroec, místico flamenco (n. 1293).
- 1463: Alberto VI, aristócrata austriaco (n. 1418).
- 1469: Piero di Cosimo de' Medici, político italiano (n. 1416).
- 1515: Gonzalo Fernández de Córdoba, militar español (n. 1453).
- 1547: Hernán Cortés, militar español, conquistador de México (n. 1485).
- 1594: Gerardus Mercator, cartógrafo y geógrafo flamenco (n. 1512).
- 1665: Catalina de Rambouillet, escritora y aristócrata francesa (n. 1588).
- 1694: Pierre Paul Puget, pintor, escultor y arquitecto francés (n. 1622).
- 1719: Pasquier Quesnel, teólogo francés (n. 1634).
- 1723: Felipe II de Orleans, aristócrata francés (n. 1674).
- 1774: Johann Friedrich Agrícola, compositor y organista alemán (n. 1720).
- 1781: Marqués de la Ensenada (Zenón de Somodevilla), político español (n. 1702).
- 1794: Johann Gottlob Leidenfrost, médico y teólogo alemán (n. 1751).
- 1814: Donatien Alphonse François de Sade, Marqués de Sade, escritor francés (n. 1740).
- 1815: Jan Potocki, científico, historiador y novelista polaco (n. 1761).
- 1841: Francisco García Salinas, militar y político mexicano, gobernador de Zacatecas entre 1829 y 1834 (n. 1786).
- 1849: Adelaida de Sajonia-Meiningen, reina británica (n. 1792).
- 1859: John Brown, activista antiesclavista estadounidense (n. 1800).
- 1881: Jenny von Westphalen, escritora alemana, esposa de Karl Marx (n. 1814).
- 1892: Jay Gould, empresario estadounidense (n. 1836).
- 1895: Rafael Romero Barros, pintor español (n. 1832).
- 1906: Ignacio Mejía, militar y político mexicano (n. 1814).
- 1916: Francesco Paolo Tosti, compositor italiano de canciones (n. 1846).
- 1918: Edmond Rostand, dramaturgo francés (n. 1868).
- 1923: Tomás Bretón Hernández, compositor español (n. 1850).
- 1924: Carlos Greene, militar mexicano (n. 1879).
- 1931: Vincent d'Indy, compositor y profesor de música francés (n. 1851).
- 1932: Amadeo Vives, compositor español de zarzuelas (n. 1871).
- 1937: José Comas y Solá, astrónomo español (n. 1868).
- 1944: Josef Lhévinne, pianista ruso (n. 1874).
- 1944: Filippo Tommaso Marinetti, poeta egipcio-italiano (n. 1876).
- 1945: Saturnino Martín Cerezo, general español y uno de los Últimos de Filipinas (n. 1866).
- 1949: Albert Ammons, pianista estadounidense (n. 1907).
- 1950: Dinu Lipatti, pianista y compositor rumano (n. 1917).
- 1951: Manuel Baldomero Ugarte, escritor, diplomático y político argentino (n. 1875).
- 1955:  María Izquierdo, pintora mexicana  (n. 1902).
- 1956: Franz Osten, cineasta bávaro (n. 1876).
- 1957: Harrison Ford, actor estadounidense del cine mudo (n. 1884).
- 1963: Sabú Dastaguir, actor indo-estadounidense (n. 1924).
- 1966: Luitzen Egbertus Jan Brouwer, matemático y filósofo neerlandés (n. 1881).
- 1969: José María Arguedas, escritor, antropólogo y etnólogo peruano (n. 1911).
- 1969: Kliment Voroshilov, político soviético (n. 1881).
- 1972: Ettore Bastico, militar italiano (n. 1876).
- 1974: Lucio Cabañas, maestro rural mexicano (n. 1938).
- 1980: Roza Eskenazi, cantante griega (n. en los años 1890).
- 1980: Romain Gary, escritor y diplomático francés de origen lituano (n. 1914).
- 1981: Frank Hunter, tenista británico (n. 1894).
- 1982: Marty Feldman, comediante y actor británico (n. 1933).
- 1982: Giovanni Ferrari, futbolista italiano (n. 1907).
- 1982: Antulio Sanjuan Ribes, actor de teatro y poeta español (n. 1902).
- 1985: Philip Larkin, poeta y escritor británico (n. 1922).
- 1985: Irineo Leguisamo, yóckey uruguayo (n. 1903).
- 1986: Desi Arnaz, actor y cantante cubano-estadounidense (n. 1917).
- 1987: Luis Federico Leloir, químico argentino, premio Nobel de Química (n. 1906).
- 1987: Yákov Borísovich Zeldóvich, físico ruso (n. 1914).
- 1990: Aaron Copland, compositor estadounidense (n. 1900).
- 1990: Robert Cummings, actor estadounidense (n. 1908).
- 1992: Michael Gothard, actor británico (n. 1939).
- 1993: Pablo Escobar, narcotraficante colombiano (n. 1949).
- 1994: Charlie Byrd, músico estadounidense de jazz (n. 1925).
- 1995: Robertson Davies, escritor canadiense (n. 1913).
- 1995: Roxie Roker, actriz estadounidense (n. 1929).
- 1995: Mária Telkes, científica pionera e inventora húngara-estadounidense que trabajó en tecnologías de energía solar (n. 1900)
- 1997: Shirley Crabtree, luchadora británica (n. 1930).
- 1997: Michael Hedges, cantante, compositor y guitarrista estadounidense (n. 1953).
- 2000: Alfonso Barrantes Lingán, político peruano (n. 1927).
- 2000: Eduardo Figueroa Geisse, economista chileno (n. 1916).
- 2001: Manuel Velasco Suárez, médico y político mexicano (n. 1914).
- 2002: Iván Illich, pedagogo y filósofo anarquista austríaco (n. 1926).
- 2002: Arno Peters, historiador alemán (n. 1916).
- 2003: Jacinto Pebe, músico folclórico peruano (n. 1914).
- 2004: Alicia Markova, bailarina y coreógrafa británica (n. 1910).
- 2005: Gloriella, actriz y vedette mexicana (n. 1953).
- 2006: Mariska Veres, cantante neerlandesa, de la banda Shocking Blue (n. 1947).
- 2007: Sergio Gómez, Vocalista y fundador del grupo K Paz de la Sierra. (Nace en 1973).
- 2007: Nelly Beltrán, actriz argentina (n. 1925).
- 2008: Carlos Abascal, abogado y político mexicano (n. 1949).
- 2008: Odetta, cantante estadounidense (n. 1930).
- 2009: Eric Woolfson, cantante, compositor, pianista y productor británico, de la banda The Alan Parsons Project (n. 1945).
- 2010: Michele Giordano, cardenal italiano (n. 1930).[5]
- 2010: Ernâni Lopes, economista y político portugués (n. 1942).[6]
- 2011: Juan Carlos Adrianza, actor, cómico, animador, cantante y locutor venezolano (n. 1983).
- 2012: Ehsan Naraghi, sociólogo y escritor iraní (n. 1926).
- 2012: Décio Pignatari, poeta brasileño (n. 1927).
- 2013: Roberto Capablanca, artista y humorista uruguayo de origen argentino (n. 1929).
- 2013: Pedro Virgilio Rocha, futbolista uruguayo (n. 1942).
- 2015: Gabriele Ferzetti, actor italiano (n. 1925).
- 2015: Luz Marina Zuluaga, modelo colombiana, Miss Universo 1958 (n. 1938).
- 2017: Mundell Lowe, guitarrista, compositor y director de orquesta estadounidense (n. 1922).
- 2017: Ulli Lommel, cineasta alemán (n. 1944).
- 2018: Ugo de Censi, sacerdote y artista italo-peruano (n. 1924)
- 2019: Jimmy Cavallo, cantante y saxofonista estadounidense (n. 1927).
- 2020: Valéry Giscard d'Estaing, político francés, presidente de Francia entre 1974 y 1981 (n. 1926).
- 2023: Concha Velasco, actriz, cantante, bailarina y presentadora de televisión española (n. 1939).
- 2024: Helmuth Duckadam, futbolista rumano (n. 1959).

## Celebraciones
- Día Internacional para la Abolición de la Esclavitud. Según lo dispuesto por la Asamblea General de la ONU.

- Día Mundial de los Futuros.

- Día Mundial de las Frituras. Surgió del Fritters Day, un día nacional no oficial de Estados Unidos, dedicado a la fritura de verduras, frutas o carne rebozadas. Este país es conocido por el alto consumo de la comida frita y la comida chatarra.

- Día Mundial de la Alfabetización Informática. Para promover las habilidades digitales y reducir la brecha digital global. Establecido en 2001 por la empresa india de TI NIIT, este día enfatiza la importancia de la alfabetización informática, en particular en las comunidades desfavorecidas.
(en inglés: World Computer Literacy Day).

- Día Internacional del Cantante Lírico. En honor al nacimiento de la soprano María Callas, en 1923, considerada la cantante de ópera más eminente del siglo XX.

 Por países
(Por orden alfabético)
- Estados Unidos: 
  - Día de Jugar al Baloncesto. Celebración en el cumpleaños de James Naismith, creador de este juego en 1891.
(en inglés: Play Basketball Day).
  - Día Nacional de los Buñuelos.
(en inglés: National Fritters Day).
  - Día Nacional del Perro Callejero. 
(en inglés: National Mutt Day).
  - Día de Walt Disney World (2024). Se celebra la fecha en que por primera vez que el parque temático abrió sus puertas en el 1971.(Cada primer lunes de diciembre).
(en inglés: Walt Disney Day 2024).

- EAU: 
  - Día de la Independencia.

- Laos: 
  - Día nacional.

### Santoral católico

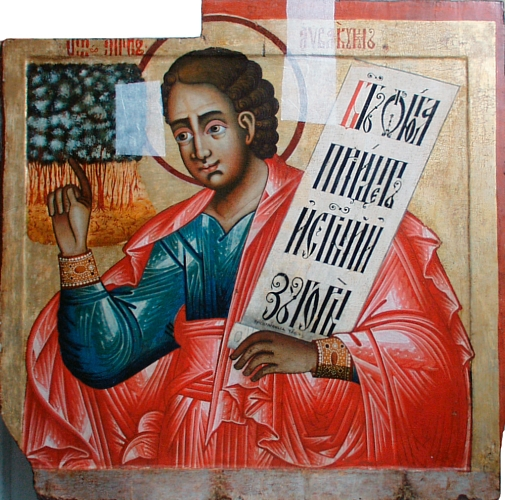
Profeta Habacuc, icono ruso del. Monasterio de Khizi, Karelia, Rusia.

- san Habacuc, profeta. (imagen ilustrativa).
- santa Bibiana de Roma, mártir.[7]
- san Pimenio de Roma, presbítero y mártir (s. III/IV).
- san Cromacio de Aquileya, obispo (c. 407).
- san Silverio, papa y mártir (537).
- beato Juan Ruysbroeck, presbítero y canónigo regular (1381).
- beata María Ángela Astorch, abadesa (1665).
- beato Rafael Chylinski, presbítero (1741).
- beato Iván Slezyuk, obispo y mártir (1973).